# Juan Guzmán (beisbolista)
Juan Andrés Guzmán Correa (nacido el (28-10-1966) en Santo Domingo) es un ex lanzador dominicano que jugó en las Grandes Ligas de Béisbol. Fue firmado por los Dodgers de Los Ángeles como amateur en 1985. Guzmán pasó gran parte de su carrera con los Azulejos de Toronto en la década de 1990.
Guzmán lanzó para los Azulejos de 1991 a 1998, y jugó brevemente para los Orioles de Baltimore, Rojos de Cincinnati, y Tampa Bay Devil Rays, con una efectividad de por vida de 4.08.
En sus primeras tres temporadas con los Azulejos, se fue con un total combinado de 40-11 con efectividad de 3.28, y el equipo clasificó para los playoffs los tres años, incluyendo la victoria en la Serie Mundial de 1992 y 1993. Guzmán ganó dos partidos en la Serie de Campeonato, tanto de 1992 como de 1993, pero no fue capaz de asegurar una victoria en ambas Serie Mundial. Su récord de playoffs fue  5-1 en ocho aperturas con una efectividad de 2.44.
Guzmán tuvo una efectividad de 2.93 en 1996, la cual fue la más baja en la Liga Americana entre los lanzadores calificados.
Guzmán poseía una excelente recta y la una habilidad muy buena para ponchar, ponchando a 7.5 bateadores por cada nueve entradas durante su carrera. En el montículo, trabajó muy deliberadamente y fue uno de los lanzadores más lento trabajando en el terreno, lo que le valió el apodo de "Human Rain Delay" por la fanaticada de Toronto. Lideró la Liga Americana en wild pitch en 1993 y 1994.